# Yuteyubi
Yuteyubi är en ort i Mexiko.   Den ligger i kommunen Santa María Yucuhiti och delstaten Oaxaca, i den sydöstra delen av landet, 300 km sydost om huvudstaden Mexico City. Yuteyubi ligger 2 489 meter över havet och antalet invånare är 295.
Terrängen runt Yuteyubi är bergig åt sydväst, men åt nordost är den kuperad. Runt Yuteyubi är det ganska glesbefolkat, med 39 invånare per kvadratkilometer. Närmaste större samhälle är Putla Villa de Guerrero, 15,3 km väster om Yuteyubi. I omgivningarna runt Yuteyubi växer i huvudsak städsegrön lövskog.